# El Autonomista
El Autonomista —posteriormente renombrado L'Autonomista— fue un periódico español editado en Gerona entre 1898 y 1939. Fundado originalmente como un semanario, tuvo diversos periodos, comenzando a publicarse diariamente a partir de 1920. Fue una publicación de ideología republciana y catalanista. Continuaría publicándose hasta el final de la Guerra civil.

## Historia
Fundado originalmente en 1898 como un semanario, se publicó como semanario o bisemanario hasta que en 1920 comenzó a publicarse como diario, en español fundamentalmente. Dirigido por Darío Rahola Llorens, fue una publicación de ideología republicana y catalanista. Como muchos otros diarios de la época, estaba muy vinculado a una ideología político-social, en este caso el republicanismo federal en el primer tiempo (Restauración) y a Esquerra Republicana de Catalunya al poco de comenzar la Segunda República, si bien estos perfiles no fueron nunca estrictos. Progresivamente catalanizado, en 1933 pasó a publicarse íntegramente en catalán. Su título fue cambiado a L'Autonomista. Tras el estallido de la Guerra civil continuó editándose hasta 1939. Su último número es del 25 de enero de 1939.
Sin embargo, con el final de la contienda, el diario, su imprenta e instalaciones fueron confiscados por la dictadura franquista a sus dueños originales. La maquinaria sería empleada la edición del diario Los Sitios, órgano provincial de FET y de las JONS. La familia Rahola, antigua propietaria de la publicación, recuperó en 1985 la cabecera.